# Gatunek synantropijny

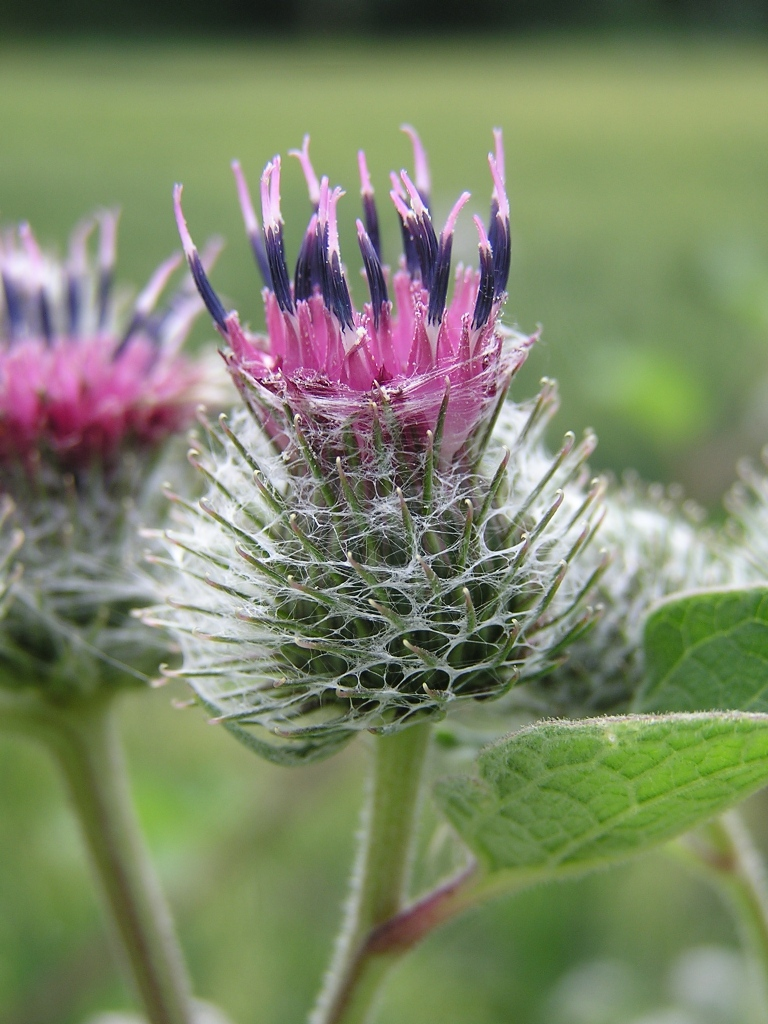
Łopiany – rośliny synantropijne

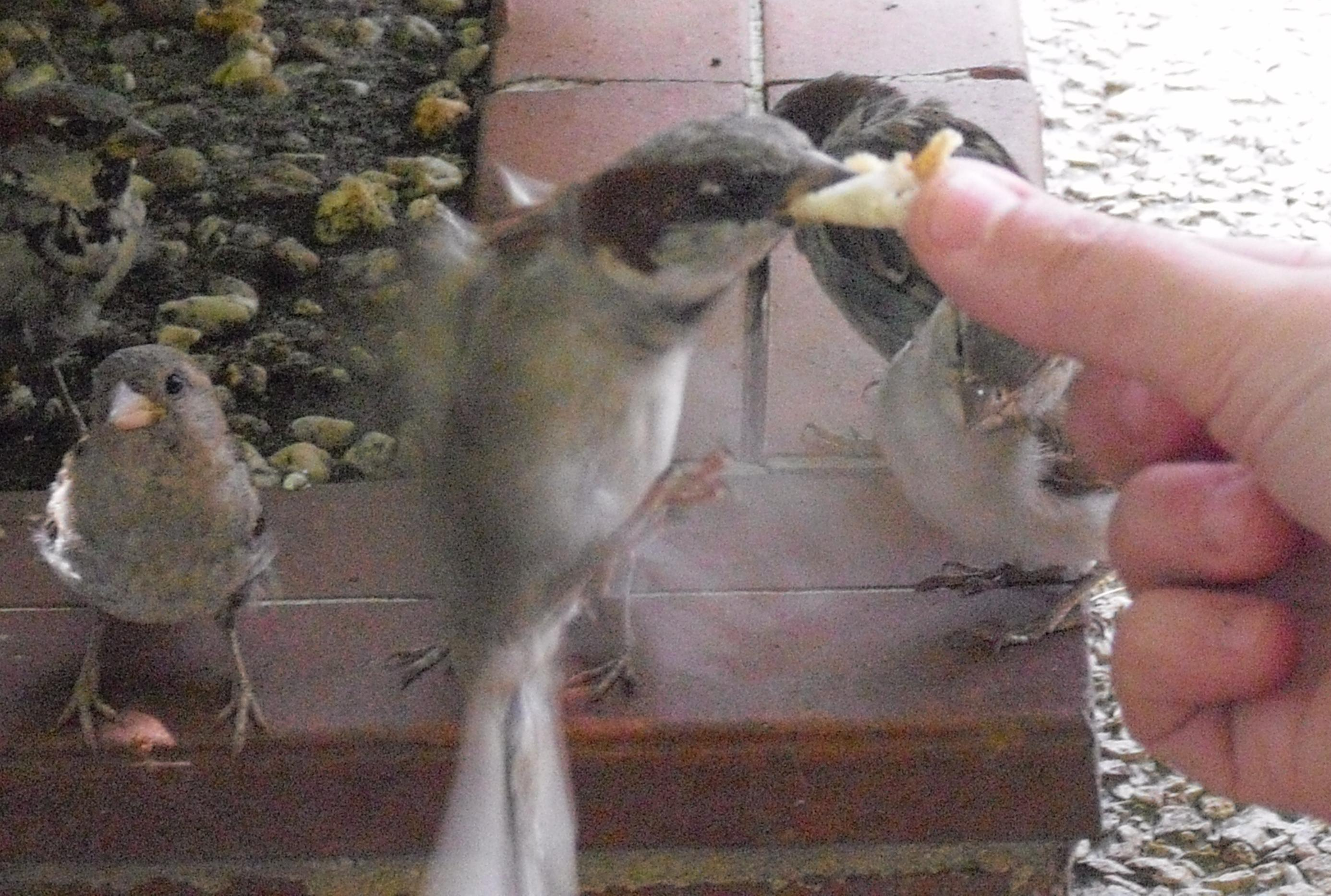
Wróble i inne ptaki żyjące blisko ludzi potrafią jeść z ręki

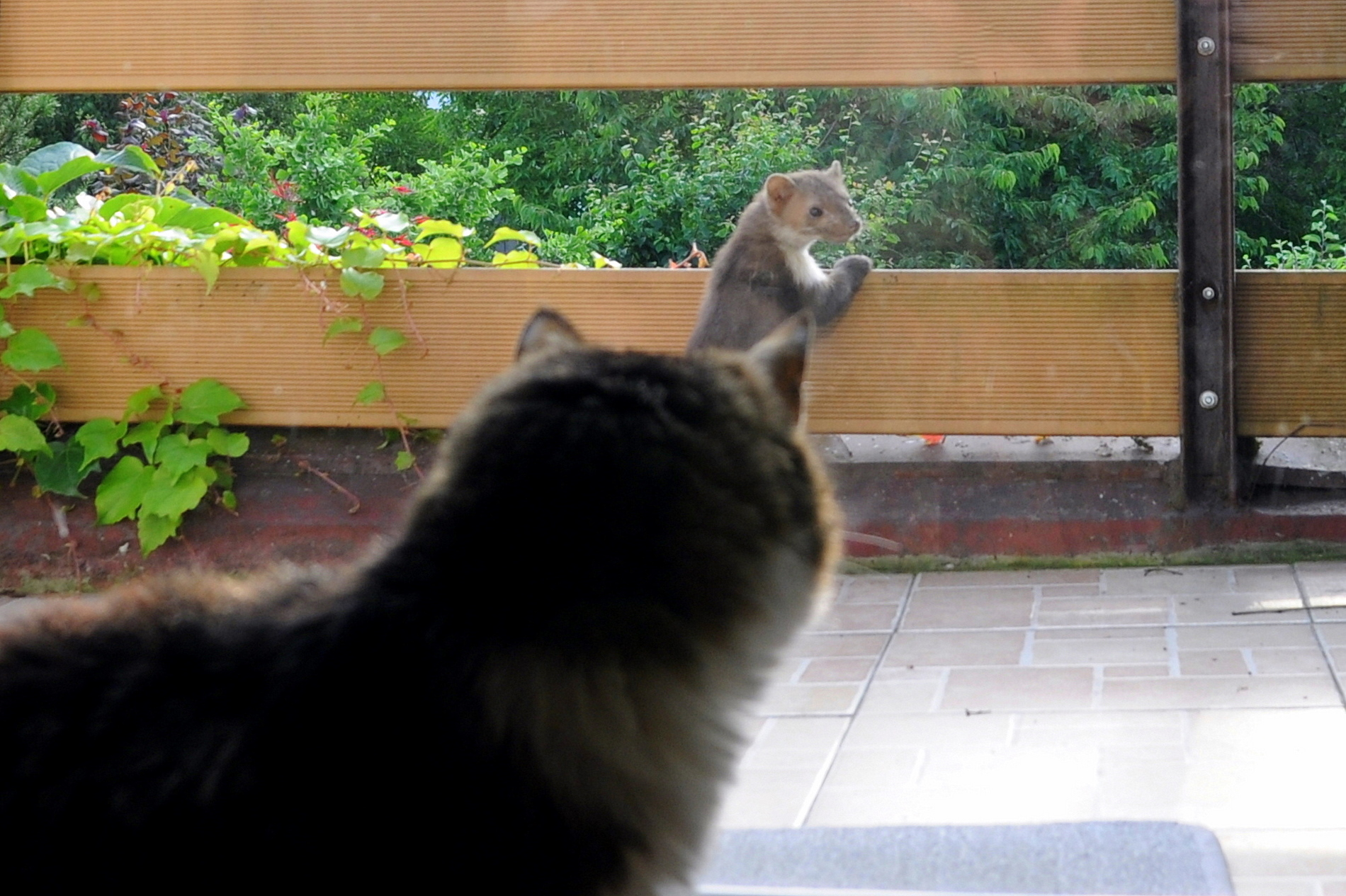
Kuna domowa na balkonie, obserwowana przez kota

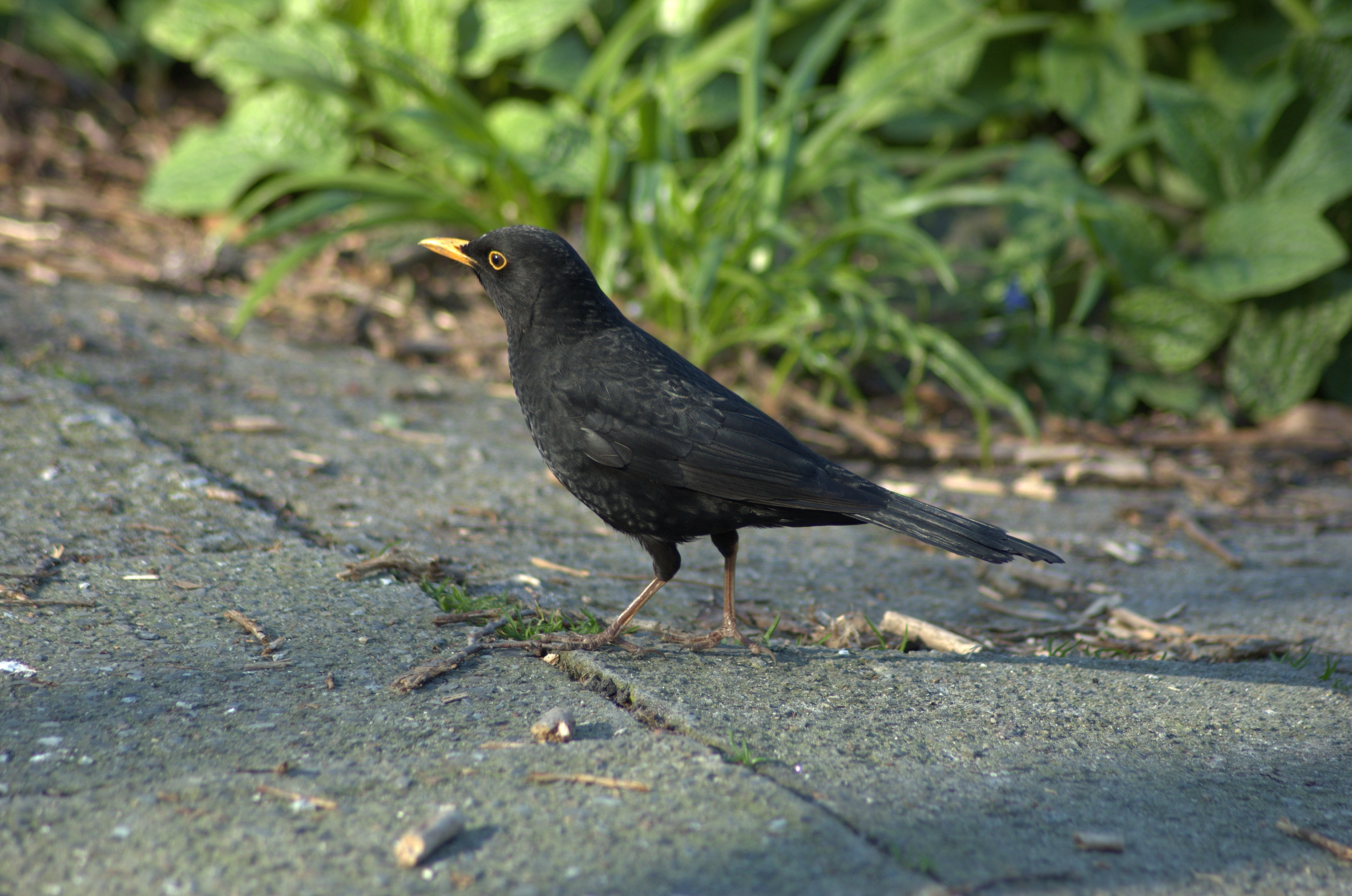
Kos jest gatunkiem synantropizującym się

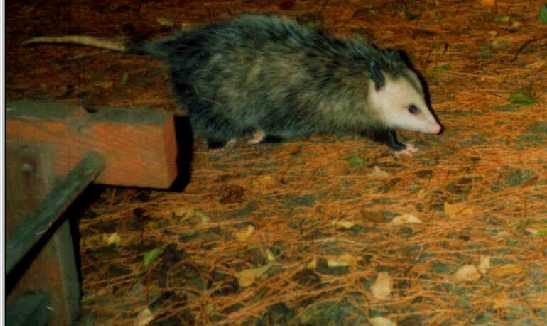
Dydelf wirginijski po zmroku wyrusza na obchód otoczenia domu (Kalifornia)

Gatunek synantropijny (gr. σύν syn – razem, ἄνθρωπος anthropos – człowiek) – gatunek zwierzęcia lub rośliny, który przystosował się do życia w środowisku silnie przekształconym przez człowieka, związanym z miejscem zamieszkania człowieka lub z jego działalnością. Synantropizacja może mieć charakter stały lub czasowy. Odmianą synantropizacji jest synurbizacja, termin wyróżniany głównie w zoologii.
Gatunki synantropijne mogą być pochodzenia miejscowego (gatunki autochtoniczne) lub obcego (gatunki alochtoniczne).
W zależności od stopnia synantropizacji wyróżniane są:
- synantropy właściwe – gatunki, których rozwój przebiega tylko w środowisku człowieka
- półsynantropy – organizmy bytujące w środowiskach zmienionych przez człowieka, ale występujące również w środowiskach naturalnych
- symbowile – gatunki związane ze zwierzętami hodowlanymi
- gatunki synantropizujące się – gatunki leśne, zasiedlające zieleń miejską.

## Przykłady gatunków synantropijnych
Do zwierząt synantropijnych zalicza się wszelkie domowe owady biegające (np. prusaki), ektopasożyty (pluskwy, pchły), niektóre ptaki i ssaki (myszy, szczury, łasice).
Pospolitymi przykładami gatunków synantropijnych są te gatunki ptaków, które często wykorzystują miejskie budynki i drzewa w parkach do gniazdowania (np.: oknówka zwyczajna, kos zwyczajny, gołąb grzywacz).
W zależności od strefy klimatycznej skład gatunkowy tej grupy się zmienia. Niektóre zwierzęta synantropijne przenoszą poważne choroby, inne powodują duże straty gospodarcze.
Wśród roślin najlepiej znanym gatunkiem synantropijnym są pokrzywy, porastające otoczenie domów i rudery.
Wybrane gatunki synantropów:
- bocian biały
- gołąb skalny
- dymówka
- oknówka zwyczajna
- karaluch (zobacz też karaczany)
- kątnik domowy
- kuna domowa
- mucha domowa
- dydelf wirginijski
- mysz domowa
- sierpówka (synogarlica turecka)
- szczur wędrowny
- tchórz
- wróbel zwyczajny
- chaber bławatek
- żółtlica drobnokwiatowa
- skowronek zwyczajny